# Phragmocephala elegans
Phragmocephala elegans är en svampart som beskrevs av R.F. Castañeda 1985. Phragmocephala elegans ingår i släktet Phragmocephala, divisionen sporsäcksvampar och riket svampar.   Inga underarter finns listade i Catalogue of Life.